# Росс, Джесси
Джесси Росс (англ. Jesse Ross; род. 9 февраля 1990, Брисбен) — австралийский боксёр, представитель средней и полусредней весовых категорий. Выступал за сборную Австралии по боксу в конце 2000-х — начале 2010-х годов, чемпион австралийского национального первенства, участник летних Олимпийских игр в Лондоне.

## Биография
Джесси Росс родился 9 февраля 1990 года в городе Брисбен штата Квинсленд, Австралия. Является представителем австралийских аборигенов. Проходил подготовку в Голд-Косте в зале Nerang PCYC.
Впервые заявил о себе в боксе в 2006 году, став серебряным призёром чемпионата Австралии среди кадетов.
В 2008 году выиграл молодёжное австралийское первенство и завоевал бронзовую медаль на молодёжных Играх Содружества в Индии.
Начиная с 2009 года боксировал на взрослом уровне, в частности на чемпионате Австралии дошёл до четвертьфинала средней весовой категории.
В 2010 году вошёл в состав австралийской национальной сборной, выступил на двух международных турнирах на Кубе, хотя попасть на них в число призёров не смог.
В 2011 году был вторым в зачёте австралийского национального первенства в полусреднем весе, выступил на Гран-при Усти в Чехии и на турнире Gee-Bee в Финляндии, принял участие в домашних Арафурских играх.
Наконец, в 2012 году Росс одержал победу на чемпионате Австралии в среднем весе. Отметился выступлением на международном турнире «Белградский победитель» в Сербии. Благодаря череде удачных выступлений удостоился права защищать честь страны на летних Олимпийских играх в Лондоне, однако уже в стартовом поединке категории до 75 кг со счётом 11:13 потерпел поражение от алжирца Абдельмалека Раху и сразу же выбыл из борьбы за медали.
Выступал на чемпионате Австралии 2014 года, но был остановлен здесь уже на предварительном этапе.